# Øvre Dividal nationalpark
Øvre Dividal nationalpark (samiska: Dieváidvuovddi) är en nationalpark på gränsen mot Sverige i Målselv kommun, Troms, Norge. Den upprättades 1971 och utvidgades 2006 med 30 km² .

## Geografi, landskap och geologi

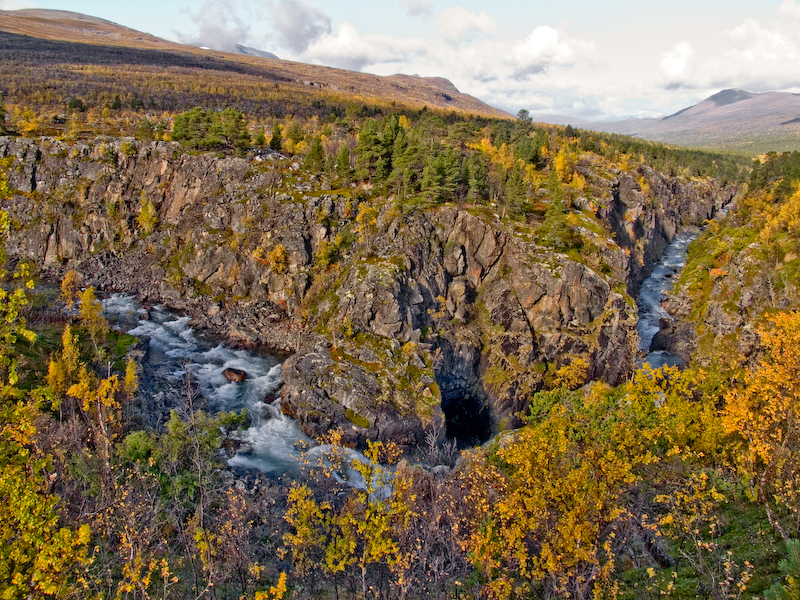

Nationalparkens kärnområde ligger i Diviälvens dalgång. Området väster därom ligger runt Anjavattnet och Anjavassdalen. Öster om Dividalen finns ett högre liggande område med myrar och öppet landskap runt parkens högsta berg, Jerta (1 428 m ö.h.). Växlingen mellan skogklädda dalar, branta berg, trånga klyftor och öppna vidder är typisk för det nordnorska inlandslandskapet.
Berggrunden med konglomerat, sandsten och skiffer är typisk för området och har fått namnet dividalsgruppen.

## Flora och fauna
Alla "de fyra stora" rovdjuren (björn, varg, järv och lo) finns i parken, som är särskilt känd för att ha Norges tätaste bestånd av järv.
Det finns omkring 50 rödlistade arter av lav, svampar och skalbaggar i Øvre Dividal.

## Kulturminnen
Det finns många samiska kulturminnen, allt från förkristna offerplatser till moderna renstaket. Norska bosättningar i området är från 1700- och 1800-talen.